# Spoorlijn Kopenhagen - Helsingør
De spoorlijn Kopenhagen - Helsingør (Deens: Kystbanen) is een Deens dubbelsporig traject langs de kust van de Sont dat in 1897 werd geopend.

## Geschiedenis

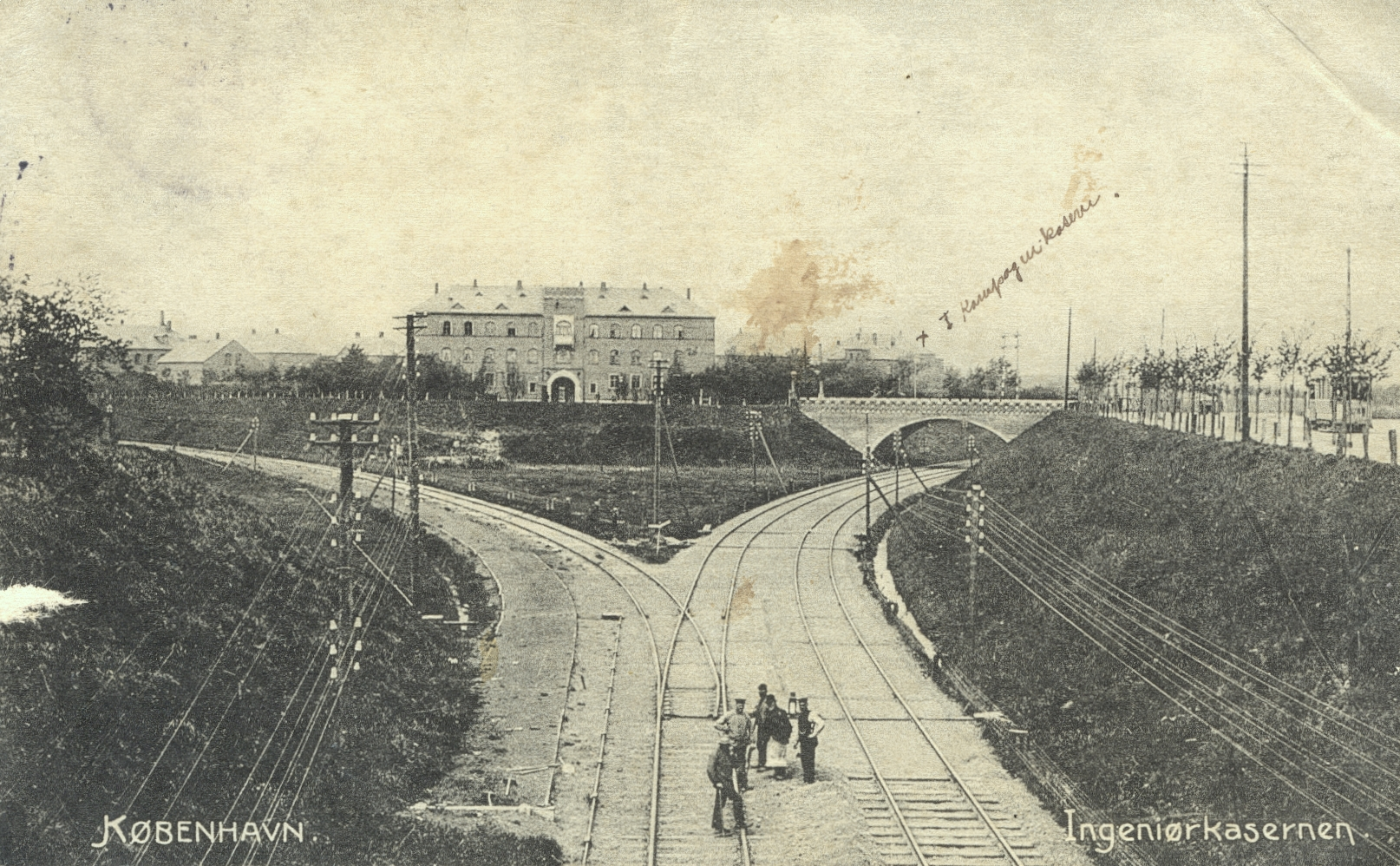
Splitsing met de lijn Lersøen - Østerport.

De eerste plannen voor een spoorlijn tussen Kopenhagen en Helsingør dateren reeds uit 1839. Na zo'n twintig jaar politiek touwtrekken werd op 19 februari 1861 een concessie voor een spoorlijn tussen Kopenhagen en Helsingør gegund aan Det Sjællandske Jernbaneselskab (SJS). De SJS was echter niet zozeer geïnteresseerd in de gehele spoorlijn. Op 21 juli 1863 werd de lijn van Kopenhagen naar Station Klampenborg geopend. Deze verbinding liep goed en na het inzetten van houten dubbeldeksrijtuigen werd de lijn in 1877 verdubbeld. De verbinding tussen Klampenborg en Helsingør bleef echter uit. Wel was Helsingør in 1864 via Hillerød met Kopenhagen verbonden. Pas in 1894 werden nieuwe plannen gemaakt voor de aanleg van een spoorlijn tussen Klampenborg en Helsingør. In Snekkersten sloot deze lijn aan op de lijn vanuit Hillerød naar Helsingør. Op 30 juli 1897 vonden de eerste proefritten op dit traject plaats en op 2 augustus van dat jaar werd het traject tussen Klampenborg en Snekkersten geopend.

## Treindiensten

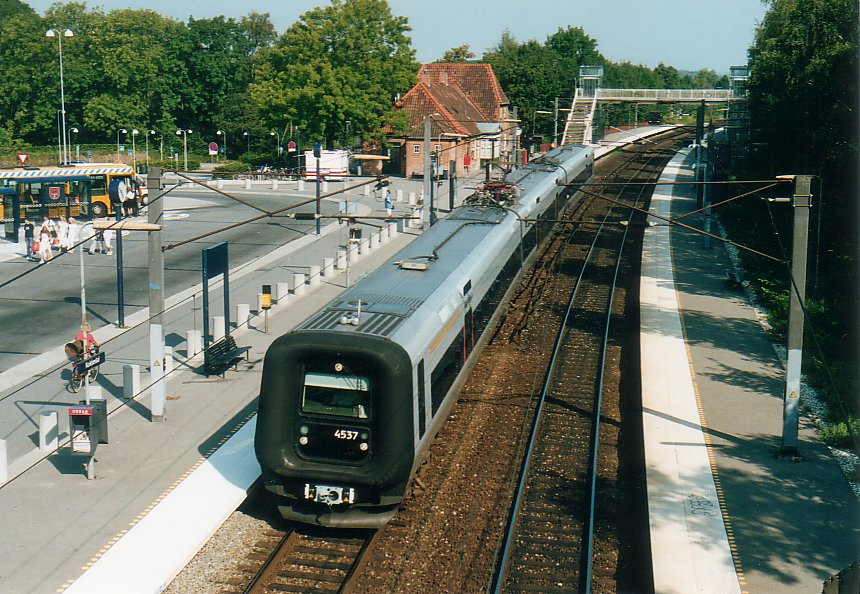
DSB treinstel halteert op het station van Kokkedal.

### DSB
De Danske Statsbaner (DSB) verzorgt het personenvervoer op dit traject met Lyn - IC / Re treinen.
- Re: Østerport - København H - Valby - Høje Taastrup - Roskilde - Station Tølløse - Station Holbæk - Station Kalundborg

### SJ
De Statens Järnvägar (SJ) verzorgde het personenvervoer op dit traject met stoptreinen.
De treindienst werd van juni 1995 tot 14 juni 1999 uitgevoerd met treinstellen van het type: Zweeds: Y2, Deens: MF
- D trein: København H - Helsingør - veerboot Helsingør Helsingborg C - Helsingborg C - Hässleholm C

### DSBFirst
De DSBFirst verzorgt tussen 11 januari 2009 tot december 2015 het personenvervoer op dit traject met sneltreinen.
De treindienst wordt uitgevoerd met treinstellen van het type Littera, Zweedse type: X31 / Deense type: ET op het traject:
- 100: Göteborg C - Mölndal - Kungsbacka - Varberg - Falkenberg - Halmstad C - Laholm - Båstad - Ängelholm - Helsingborg C - Landskrona - Lund C - Malmö C - Luchthaven Kastrup - København H - Helsingør

De treindienst wordt uitgevoerd met treinstellen van het type IR4 op het traject:
- Luchthaven Kastrup - København H - Helsingør

## Helsingør

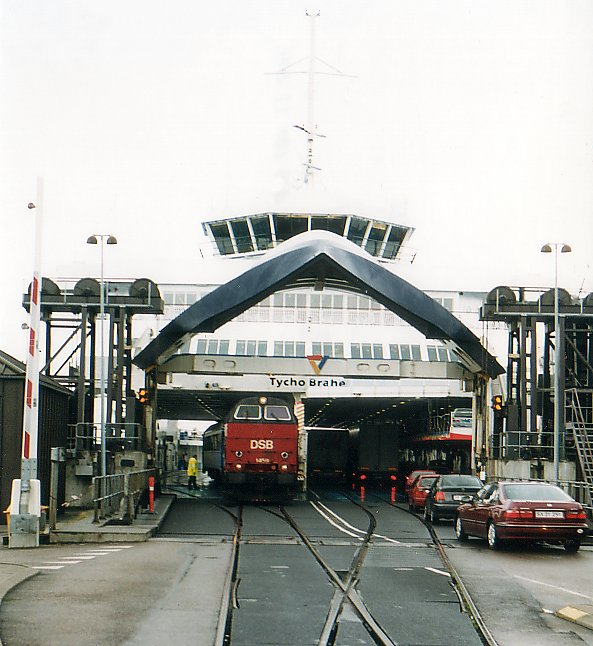
Trein op de veerboot in Helsingør.

Helsingør heeft een veerverbinding met Helsingborg in Zweden. Voor de opening van de Sontbrug in 2000 was deze veerverbinding een belangrijke schakel in het verkeer in Scandinavië. Ook het treinverkeer tussen Denemarken en Zweden ging hier op de boot.

## Kopenhagen en S-tog
Kopenhagen kent meerdere stations aan de Kustspoorlijn, waarvan Nørreport, Østerport en Københavns Hovedbanegård de belangrijkste zijn. Het hoofdstation is het grootste spoorwegstation in Kopenhagen maar station Nørreport is het drukste. Station Nørreport verwerkt samen met de lijnen van de metro van Kopenhagen de meeste passagiers.
De Boulevardlijn (Deens: Boulevardbanen) is de naam van het baanvak tussen Station Østerport en Kopenhagen H. Het traject is uitgegraven en in de open lucht aangelegd. Het traject is 3,2 km lang waarvan 1525 meter in de tunnel en bestaat uit vier sporen. De twee westelijke sporen die gebruikt worden door de S-tog zijn van de lijn Kopenhagen - Hillerød en lopen tussen Kopenhagen en Hellerup parallel aan de lijn naar Helsingør.

## Elektrificatie
De oliecrisis van 1973 was de aanleiding voor de DSB om te gaan studeren over de elektrificatie van een deel van het spoorwegnet. In september 1984 werden twee elektrische locomotieven op het traject tussen Helsingør en Rungsted getest. Nadat de tests succesvol waren verlopen werd overgegaan tot elektrificatie van de Kustspoorlijn tussen Kopenhagen en Helsingør met een wisselspanning van 25 kilovolt 50 hertz. In de loop van 1985 kwam de elektrificatie gereed en op 16 maart 1986 werd het geëlektrificeerde traject in gebruik genomen.

## Aanbesteding
De treindiensten op het traject tussen Helsingør - København H en Kastrup - (Malmö C) werden tot 10 januari 2009 uitgevoerd door de DSB, voor de peridode daarna werd een openbare aanbesteding uitgevoerd in 2007. De onderstaande bedrijven schreven zich in op de aanbesteding van de Kustspoorlijn:
- Arriva Skandinavien
- DB Regio
- Tågkompaniet
- DSBFirst (samenwerkingsverband tussen DSB en First Group)
- Statens Järnvägar en MTR Corporation Limited
- Veolia Transport Danmark en Veolia Transport Sverige

Op 1 juni 2007 werd bekend dat de aanbesteding van dit traject aan DSBFirst werd toegewezen. De concessie loopt van 11 januari 2009 tot begin 2017.
0,0: Københavns Hovedbanegård ·
Vesterport ·
1,5: Nørreport ·
3,1: Østerport ·
Nordhavn ·
Svanemøllen ·
7,8: Hellerup ·
10,3: Charlottenlund ·
Ordrup ·	
13,3: Klampenborg · 
16,2: Springforbi · 	
18,8: Skodsborg ·
22,1: Vedbæk ·
26,1: Rungsted Kyst ·
29,1: Kokkedal ·
32,5: Nivå ·
36,3: Humlebæk ·
40,0: Espergærde ·
42,7: Snekkersten ·
46,2: Helsingør